# SA-200
- SA-200 es una carretera autonómica que discurre entre Ciudad Rodrigo y el puesto fronterizo de La Alberguería de Argañán, en la provincia de Salamanca.

- Pertenece a la Red Complementaria Local de la Junta de Castilla y León.[1]

- Pasa por las localidades salmantinas de Ituero de Azaba, Puebla de Azaba y La Alberguería de Argañán.

## Recorrido
La carretera SA-200 tiene su origen en el término municipal de Ciudad Rodrigo en la intersección con las carreteras N-620 y A-62/E-80, y termina en la frontera con Portugal en el término municipal de La Alberguería de Argañán formando parte de la Red de carreteras de Salamanca.
| Ciudad Rodrigo (Intersección con / ) - La Alberguería de Argañán (Frontera con Portugal) | Ciudad Rodrigo (Intersección con / ) - La Alberguería de Argañán (Frontera con Portugal) | Ciudad Rodrigo (Intersección con / ) - La Alberguería de Argañán (Frontera con Portugal) | Ciudad Rodrigo (Intersección con / ) - La Alberguería de Argañán (Frontera con Portugal) | Ciudad Rodrigo (Intersección con / ) - La Alberguería de Argañán (Frontera con Portugal) | Ciudad Rodrigo (Intersección con / ) - La Alberguería de Argañán (Frontera con Portugal) | Ciudad Rodrigo (Intersección con / ) - La Alberguería de Argañán (Frontera con Portugal) | Ciudad Rodrigo (Intersección con / ) - La Alberguería de Argañán (Frontera con Portugal) | Ciudad Rodrigo (Intersección con / ) - La Alberguería de Argañán (Frontera con Portugal) | Ciudad Rodrigo (Intersección con / ) - La Alberguería de Argañán (Frontera con Portugal) | Ciudad Rodrigo (Intersección con / ) - La Alberguería de Argañán (Frontera con Portugal) |
| Esquema                                                                                  | PK                                                                                       | Sentido La Alberguería de Argañán                                                        | Sentido La Alberguería de Argañán                                                        | Sentido La Alberguería de Argañán                                                        | Sentido La Alberguería de Argañán                                                        | Sentido Ciudad Rodrigo                                                                   | Sentido Ciudad Rodrigo                                                                   | Sentido Ciudad Rodrigo                                                                   | Sentido Ciudad Rodrigo                                                                   | Incidencias                                                                              |
| Esquema                                                                                  | PK                                                                                       | Velocidad                                                                                | Elemento                                                                                 | Salida                                                                                   | Salida                                                                                   | Salida                                                                                   | Salida                                                                                   | Elemento                                                                                 | Velocidad                                                                                | Incidencias                                                                              |
| Esquema                                                                                  | PK                                                                                       | Velocidad                                                                                | Elemento                                                                                 | Dir.                                                                                     | Nombre                                                                                   | Nombre                                                                                   | Dir.                                                                                     | Elemento                                                                                 | Velocidad                                                                                | Incidencias                                                                              |
| ---------------------------------------------------------------------------------------- | ---------------------------------------------------------------------------------------- | ---------------------------------------------------------------------------------------- | ---------------------------------------------------------------------------------------- | ---------------------------------------------------------------------------------------- | ---------------------------------------------------------------------------------------- | ---------------------------------------------------------------------------------------- | ---------------------------------------------------------------------------------------- | ---------------------------------------------------------------------------------------- | ---------------------------------------------------------------------------------------- | ---------------------------------------------------------------------------------------- |
|                                                                                          | 0,0                                                                                      |                                                                                          |                                                                                          | Ciudad Rodrigo Carpio de Azaba Cáceres                                                   | Ciudad Rodrigo Carpio de Azaba Cáceres                                                   | Ciudad Rodrigo Carpio de Azaba Cáceres                                                   |                                                                                          |                                                                                          |                                                                                          |                                                                                          |
| Fuentes de Oñoro Portugal                                                                | 0,0                                                                                      |                                                                                          |                                                                                          |                                                                                          |                                                                                          |                                                                                          |                                                                                          |                                                                                          |                                                                                          |                                                                                          |
| Ituero de Azaba Salamanca                                                                | 0,0                                                                                      |                                                                                          |                                                                                          |                                                                                          |                                                                                          |                                                                                          |                                                                                          |                                                                                          |                                                                                          |                                                                                          |
|                                                                                          | 0,2                                                                                      |                                                                                          |                                                                                          |                                                                                          | Ituero de Azaba                                                                          | Ituero de Azaba                                                                          |                                                                                          |                                                                                          |                                                                                          | \| 300 m \| Salida P.I. Las Viñas                                                        |
|                                                                                          | 0,2                                                                                      | Polígono industrial Las Viñas                                                            |                                                                                          |                                                                                          |                                                                                          |                                                                                          |                                                                                          |                                                                                          |                                                                                          | \| 300 m \| Salida P.I. Las Viñas                                                        |
|                                                                                          | 0,2                                                                                      | Salamanca                                                                                |                                                                                          |                                                                                          |                                                                                          |                                                                                          |                                                                                          |                                                                                          |                                                                                          | \| 300 m \| Salida P.I. Las Viñas                                                        |
|                                                                                          | 0,2                                                                                      | Portugal Ciudad Rodrigo Carpio de Azaba Cáceres                                          |                                                                                          |                                                                                          |                                                                                          |                                                                                          |                                                                                          |                                                                                          |                                                                                          | \| 300 m \| Salida P.I. Las Viñas                                                        |
|                                                                                          | 14,8                                                                                     |                                                                                          |                                                                                          | Campillo de Azaba                                                                        | Campillo de Azaba                                                                        | Campillo de Azaba                                                                        | Campillo de Azaba                                                                        |                                                                                          |                                                                                          |                                                                                          |
|                                                                                          | 17,4                                                                                     |                                                                                          |                                                                                          | ITUERO DE AZABA                                                                          | ITUERO DE AZABA                                                                          | ITUERO DE AZABA                                                                          | ITUERO DE AZABA                                                                          |                                                                                          |                                                                                          |                                                                                          |
|                                                                                          | 18,0                                                                                     |                                                                                          |                                                                                          | ITUERO DE AZABA                                                                          | ITUERO DE AZABA                                                                          | ITUERO DE AZABA                                                                          | ITUERO DE AZABA                                                                          |                                                                                          |                                                                                          |                                                                                          |
|                                                                                          | 18,1                                                                                     |                                                                                          |                                                                                          | Fuenteguinaldo                                                                           | Fuenteguinaldo                                                                           | Fuenteguinaldo                                                                           | Fuenteguinaldo                                                                           |                                                                                          |                                                                                          |                                                                                          |
|                                                                                          | 19,9                                                                                     |                                                                                          |                                                                                          | Castillejo de Azaba                                                                      | Castillejo de Azaba                                                                      | Castillejo de Azaba                                                                      | Castillejo de Azaba                                                                      |                                                                                          |                                                                                          |                                                                                          |
|                                                                                          | 23,7                                                                                     |                                                                                          |                                                                                          | PUEBLA DE AZABA                                                                          | PUEBLA DE AZABA                                                                          | PUEBLA DE AZABA                                                                          | PUEBLA DE AZABA                                                                          |                                                                                          |                                                                                          |                                                                                          |
|                                                                                          | 24,1                                                                                     |                                                                                          |                                                                                          | PUEBLA DE AZABA                                                                          | PUEBLA DE AZABA                                                                          | PUEBLA DE AZABA                                                                          | PUEBLA DE AZABA                                                                          |                                                                                          |                                                                                          |                                                                                          |
|                                                                                          | 24,2                                                                                     |                                                                                          |                                                                                          | La Alamedilla                                                                            | La Alamedilla                                                                            | La Alamedilla                                                                            | La Alamedilla                                                                            |                                                                                          |                                                                                          |                                                                                          |
|                                                                                          | 30,7                                                                                     |                                                                                          |                                                                                          | LA ALBERGUERÍA DE ARGAÑAN                                                                | LA ALBERGUERÍA DE ARGAÑAN                                                                | LA ALBERGUERÍA DE ARGAÑAN                                                                | LA ALBERGUERÍA DE ARGAÑAN                                                                |                                                                                          |                                                                                          |                                                                                          |
|                                                                                          | 31,4                                                                                     |                                                                                          |                                                                                          | LA ALBERGUERÍA DE ARGAÑAN                                                                | LA ALBERGUERÍA DE ARGAÑAN                                                                | LA ALBERGUERÍA DE ARGAÑAN                                                                | LA ALBERGUERÍA DE ARGAÑAN                                                                |                                                                                          |                                                                                          |                                                                                          |
|                                                                                          | 33,170                                                                                   |                                                                                          |                                                                                          |                                                                                          |                                                                                          |                                                                                          |                                                                                          |                                                                                          |                                                                                          |                                                                                          |
| Aldeia da Ponte                                                                          |                                                                                          |                                                                                          |                                                                                          |                                                                                          |                                                                                          |                                                                                          |                                                                                          |                                                                                          |                                                                                          |                                                                                          |
| 300 m                                                                                    |                                                                                          |                                                                                          |                                                                                          |                                                                                          |                                                                                          |                                                                                          |                                                                                          |                                                                                          |                                                                                          |                                                                                          |